# اوپورگ
اوپورگ (به آلمانی: Oppurg) یک شهر در آلمان است که در زاله-ارلا واقع شده‌است. اوپورگ ۱٬۳۳۰ نفر جمعیت دارد.